# Tramwaje w Woroneżu

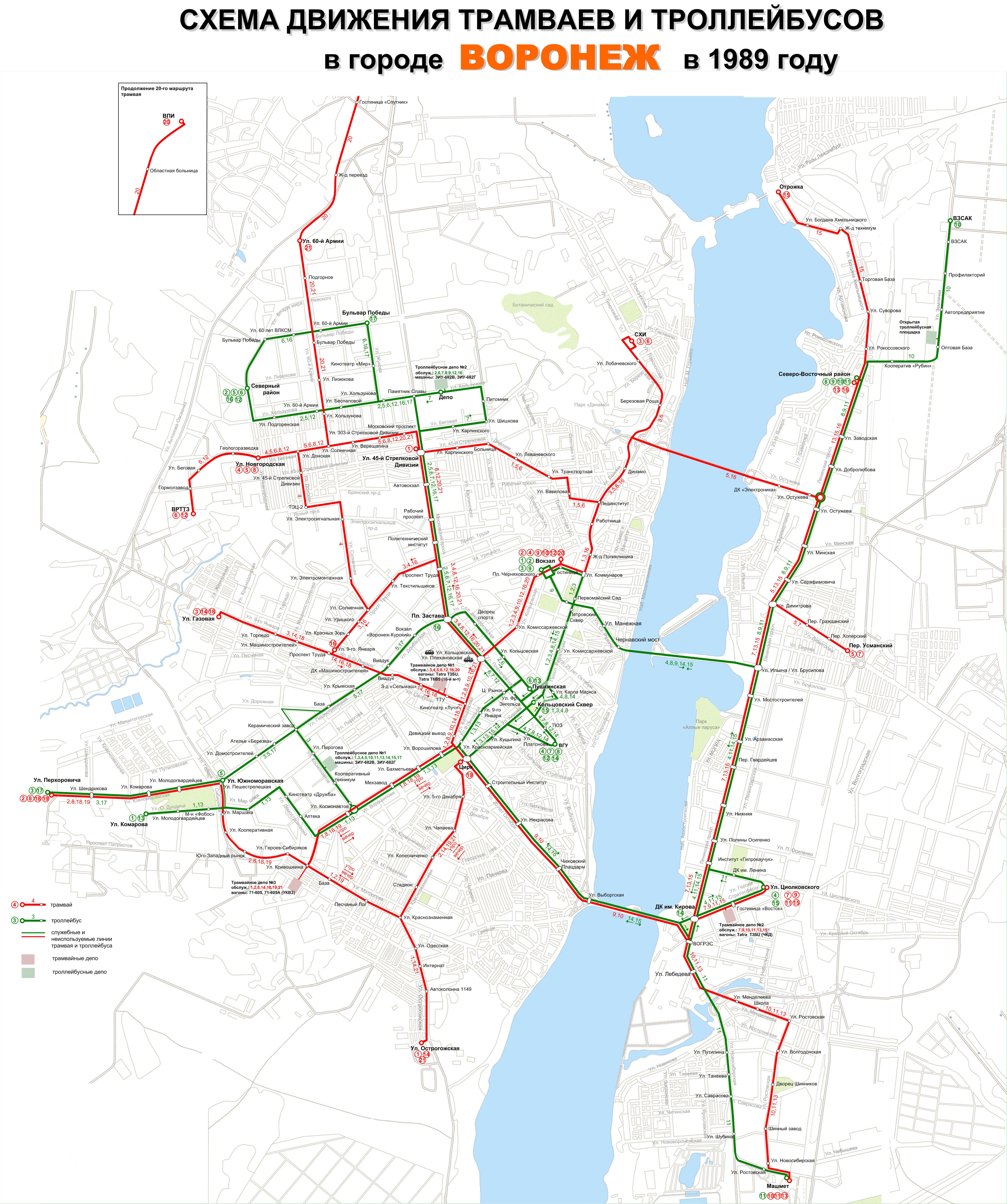
Mapa sieci tramwajowej z końca lat 80. XX wieku

Tramwaje w Woroneżu – system komunikacji tramwajowej działający w Woroneżu w Rosji od 16 maja 1926 do 15 kwietnia 2009.
W szczytowym okresie, w połowie lat 90. XX wieku, sieć miała 173,8 kilometrów długości oraz 21. linii tramwajowych. Likwidacja sieci rozpoczęła się pod koniec lat 90. Najpierw zlikwidowano torowisko na ulicach: Mendelejewa, Rostowskiej, Gierojew Stratosfery i Leninowskim prospekcie –  po wschodniej stronie Woroneża; Moskiewskim prospekcie i ulicy 20 let Oktjabra – po stronie zachodniej, a następnie na innych ulicach. Ostatnie linie, 1. i 2. obsługujące południowy Woroneż, zostały zlikwidowane 15 kwietnia 2009.
System był obsługiwany przez Tatry T3, Tatry T6B5, KTM-5 i 71-605PM.